# Политички систем Јужног Судана
Јужни Судан је био аутономни регион у оквиру Републике Судан од 2005. године након потписивања мировног споразума између Народног покрета за ослобођење Судана и Владе Судана. Влада Јужног Судана је успостављена 9. јануара 2005. године, а Џон Гаранг је изабран за првог председника. На тој функцији је остао до смрти услед хеликоптерске несреће у јулу исте године. Наследио га је Салва Кир Мајардит.

## Референдум
У децембру 2005. године усвојен је и Устав Јужног Судана. Салва Кир Мајардит је реизабран на председничким изборима 2010. године. Од 9. до 12. јануара 2011. године одржан је референдум о независности Јужног Судана. Око 96% гласача определило се за отцепљење од Судана. Званично проглашење независности очекује се 9. јула 2011. године.

## Власт
Законодавну власт представља Парламент Јужног Судана, који је сачињен од 170 чланова, а седиште му је у главном граду Џуби. Тренутно владајућа партија је Народни покрет за ослобођење Судана са 70% у скупштини, тј. 112 посланика од укупног броја. Извршна власт је поверена Влади Јужног Судана, коју чине председник, потпредседник и 31 министар.

## Безбедност
Безбедност, одбрана граница и суверенитета државе поверени су војним снагама Јужног Судана, које су званично основане 9. јула 2005. године на основу Свеобухватног мировног споразума, који су потписале владе јужног и северног Судана. Званичан назив је Народна армија за ослобођење Судана (НАОС).